# Тетрадекависмутид триродия
Тетрадекависмутид триродия — бинарное неорганическое соединение родия и висмута с формулой Bi14Rh3, кристаллы.

## Получение
- Сплавление стехиометрических количеств чистых веществ:

{\displaystyle {\mathsf {3Rh+14Bi\ {\xrightarrow {T,P}}\ Rh_{3}Bi_{14}}}}

## Физические свойства
Тетрадекависмутид триродия образует кристаллы тетрагональной сингонии, пространственная группа F ddd, параметры ячейки a = 0,68802 нм, b = 1,73228 нм, c = 3,16682 нм, Z = 8, структура типа дибромида додекависмутатриродия Bi12Rh3Br2.
При температуре 2,94 К соединение переходит в сверхпроводящее состояние.